# Анолісові
Ано́лісові (Polychrotidae) — родини ящірок інфраряду ігуаноподібних з ряду лускатих. Має 12 родів та понад 300 видів. Раніше представники цієї родини належали до Ігуанових. Тільки у 1989 році анолісові стали окремою родиною, а у 2004 році було встановлено сучасний склад цієї родини.

## Опис
Цих ящірок іноді неправильно називають американськими хамелеонами або геконами, але вони не мають тісного зв'язку з будь-якою з цих родин. За своєю подобою вони наближені до ігуан. Ці неправильні уявлення пов'язано з їх здатністю змінювати свій колір шкіри і бігати по вертикальній поверхні.
Загальний розмір представників цієї родини коливається від 8 до 51 см. Більшість ящірок родини зеленого забарвлення. Колір може змінюватися від впливом середовища. Спостерігається статевий диморфізм за ступенем забарвлення, наявністю плям або смуг. Анолісові — це різноманітна родина ящірок. Голова, тулуб дещо витягнуті. Тіло загалом щільне. Хвіст довгий, стиснутий з боків, заверчений догори, може відкидатися при небезпеці. Кінцівки добре розвинуті, чіпкі. Особливістю є наявність горлової торби з еректильного хряща, який тягнеться від шиї або горла.

## Спосіб життя
Полюбляє лісові місцини, чагарники, стіни, паркани, кущі. Можуть забиратися на висоту до 6 м. Активні вдень. Харчуються комахами та іншими безхребетних.
Це яйцекладні ящірки. Самиці відкладають до 2 яєць.
Тривалість життя анолісових до 8 років.

## Розповсюдження
Мешкають у південно-східних штатах США, островах Карибського басейну, Мексиці, Центральній та Південній Америці.

## Роди
- †Afairiguana
- Polychrus